# Der Märker (1945–1946)
Der Märker war eine Zeitung der SPD in der Mark Brandenburg von 1945 bis 1946.

## Geschichte
Nach der Wiedergründung der SPD in der Sowjetischen Besatzungszone bemühte sich der Bezirksverband Mark Brandenburg einige Zeit vergeblich darum, eine eigene Zeitung herausgeben zu können. Erst nachdem der Volkswille in Brandenburg und andere Landeszeitungen der KPD gegründet waren, wurde diesem Antrag stattgegeben.
Am 20. Oktober 1945 erschien die erste Ausgabe des Märkers für den Bezirk Brandenburg. Chefredakteur wurde Friedrich Ebert, der Sohn des ehemaligen Reichspräsidenten. Die Redaktion befand sich in Potsdam in der Waisenstraße 17.
Die Zeitung erschien zunächst einmal wöchentlich mit einer genehmigten Auflage von 50.000 Exemplaren (der Volkswille hatte 100.000). Später wurden diese Mengen für beide Zeitungen verdoppelt. 
Die Zeitung berichtete vor allem über lokale Nachrichten und Anliegen der Partei.
Die redaktionelle Arbeit war mühsam, alle Texte mussten in der Anfangszeit in die russische Sprache übersetzt und einem sowjetischen Major zur Genehmigung vorgelegt werden, was dann stundenlange Diskussionen um einzelne Formulierungen zur Folge hatte. Auch das Besorgen von ausreichenden Mengen Papier war sehr aufwändig.
Seit Anfang Dezember 1945 erschien Der Märker zweimal wöchentlich, seit Mitte Dezember dreimal wöchentlich. Spätestens seit Anfang Januar 1946 war der Journalist W. Emil Schröder neuer Chefredakteur.
Seit Anfang April erschien Der Märker täglich, am 17. April zum letzten Mal.  Seit dem 18. April 1946 gab es die Märkische Volksstimme als Organ der neu gegründeten SED, nach dem Zusammenschluss mit der KPD-Zeitung Volkswille. Der Redaktionsrat war zunächst mit Vertretern beider Zeitungen besetzt, mit der Zeit wurden die ehemaligen SPD-Redakteure aus allen verantwortlichen Positionen verdrängt.
In Potsdam erschien im Juli 1946 Die Tagespost als eine neue unabhängige Zeitung.